# Velika nagrada Buenos Airesa
Velika nagrada Buenos Airesa (tudi Velika nagrada Generala Juana Peróna, Velika nagrada Eve Duarte Perón) je bila avtomobilistična dirka, ki je med sezonama 1930 in 1958 potekala na argentinskih dirkališčih Autódromo Oscar Alfredo Gálvez in Circuito de la Costanera Norte tudi po večkrat na leto.

## Zmagovalci
| Leto | Uradno ime                                                           | Dirkališče                        | Datum        | Zmagovalec            | Dirkalnik               | Poročilo |
| ---- | -------------------------------------------------------------------- | --------------------------------- | ------------ | --------------------- | ----------------------- | -------- |
| 1930 | Gran Premio de Buenos Aires                                          | Costanera Norte                   | 12. januar   | Juan Malcom           | Delage 2.0              | Poročilo |
| 1932 | Premio Ciudad de Buenos Aires                                        | Costanera Norte                   | 5. oktober   | Domingo Bucci         | Hudson                  | Poročilo |
| 1936 | Gran Premio Ciudad de Buenos Aires                                   | Costanera Norte                   | 18. oktober  | Carlos Arzani         | Alfa Romeo 2900 GP      | Poročilo |
| 1941 | Buenos Aires Grand Prix                                              | Costanera Norte                   | 23. november | José Canziani         | Alfa Romeo 8C-35 3.8 GP | Poročilo |
| 1942 | Buenos Aires Grand Prix                                              | Costanera Norte                   | januar       | José Canziani         | Alfa Romeo 8C-35        | Poročilo |
| 1947 | General Juan Perón Grand Prix                                        | Retiro                            | 9. februar   | Luigi Villoresi       | Maserati 4CL            | Poročilo |
| 1947 | Eva Duarte Perón Grand Prix                                          | Retiro                            | 16. februar  | Luigi Villoresi       | Maserati 4CL            | Poročilo |
| 1948 | Gran Premio del General Juan Perón y de la Ciudad de Buenos Aires    | Palermo                           | 17. januar   | Luigi Villoresi       | Maserati 4CL            | Poročilo |
| 1948 | Gran Premio Dalmiro Varela Castex                                    | Palermo                           | 17. februar  | Luigi Villoresi       | Maserati 4CL            | Poročilo |
| 1949 | Gran Premio del General Juan Perón y de la Ciudad de Buenos Aires    | Palermo                           | 29. januar   | Alberto Ascari        | Maserati 4CL            | Poročilo |
| 1949 | III Gran Premio Eva Duarte de Perón                                  | Palermo                           | 6. februar   | Oscar Gálvez          | Alfa Romeo 308          | Poročilo |
| 1949 | IV Gran Premio del General Juan Perón y de la Ciudad de Buenos Aires | Palermo                           | 18. december | Alberto Ascari        | Ferrari 116 FL          | Poročilo |
| 1950 | IV Gran Premio Eva Perón y de la Ciudad de Buenos Aires              | Palermo                           | 8. januar    | Luigi Villoresi       | Ferrari 116 FL          | Poročilo |
| 1951 | Gran Premio Eva Perón y la Ciudad de Buenos Aires                    | Costanera Norte                   | 18. februar  | José Froilán González | Ferrari 116 FL          | Poročilo |
| 1951 | Gran Premio Eva Perón y la Ciudad de Buenos Aires                    | Costanera Norte                   | 24. februar  | José Froilán González | Ferrari 116 FL          | Poročilo |
| 1952 | Gran Premio Presidente Perón                                         | Autódromo Oscar Gálvez            | 9. marec     | Juan Manuel Fangio    | Ferrari 116 FL          | Poročilo |
| 1952 | Gran Premio Extraordinario María Eva Duarte de Perón                 | Autódromo Oscar Gálvez            | 16. marec    | Juan Manuel Fangio    | Ferrari 116 FL          | Poročilo |
| 1953 | Gran Premio Ciudad de Buenos Aires 1953                              | Autódromo Oscar Gálvez            | 1. februar   | Nino Farina           | Ferrari 500             | Poročilo |
| 1954 | Gran Premio Ciudad de Buenos Aires                                   | Autódromo Oscar Gálvez            | 31. januar   | Maurice Trintignant   | Ferrari 625 F1          | Poročilo |
| 1955 | Gran Premio Ciudad de Buenos Aires                                   | Autódromo Oscar Gálvez            | 30. januar   | Juan Manuel Fangio    | Mercedes-Benz W196      | Poročilo |
| 1956 | Gran Premio Ciudad de Buenos Aires                                   | Parque Gral. San Martin (Mendoza) | 5. februar   | Juan Manuel Fangio    | Lancia Ferrari D-50     | Poročilo |
| 1957 | Gran Premio Ciudad de Buenos Aires 1957                              | Autódromo Oscar Gálvez            | 27. januar   | Juan Manuel Fangio    | Maserati 250F           | Poročilo |
| 1958 | XIV Gran Premio Ciudad de Buenos Aires                               | Autódromo Oscar Gálvez            | 2. februar   | Juan Manuel Fangio    | Maserati 250F           | Poročilo |